# European Down Syndrome Association
European Down Syndroom Association (EDSA) is een koepelorganisatie voor nationale organisaties die de belangen behartigen van mensen met downsyndroom.
EDSA is de initiator van de Wereld Down Syndroom Dag, 21 maart van elk jaar. In 2005 is deze dag voorgesteld door C. Depuydt en C.Zuithoff en door EDSA vastgesteld.